# István Lukács
István Lukács (Seghedino, 14 ottobre 1912 – 1960) è stato un calciatore ungherese, di ruolo attaccante.

## Carriera
Fu capocannoniere della Ligue 1 nel 1934 con 28 reti, anno in cui vinse sia campionato che coppa nazionale con il Sète.

## Palmarès

### Club
- Campionato ungherese: 1

Ujpest: 1932-1933
- Campionato francese: 1

Sète: 1933-1934
- Coppa di Francia: 1

Sète: 1933-1934

### Individuale
- Capocannoniere della Ligue 1: 1

1933-1934 (28 gol)